# Bourdillot
Le Bourdillot (ou ruisseau de Bourdillot, ou ruisseau de Barbefer) est un ruisseau français de la région Nouvelle-Aquitaine, affluent du Moron et sous-affluent de la Dordogne.

## Un cours d'eau ou plusieurs?
Le Sandre considère le ruisseau de Bourdillot comme un cours d'eau unique long de 12,5 km. Le Géoportail IGN identifie de son côté cinq tronçons différents, soit d'amont vers l'aval :
- le ruisseau de Grillet à Berson ;
- le ruisseau de Bourdillot sur la même commune ;
- le ruisseau de Bardefer sur Teuillac[2]. puis entre Saint-Vivien-de-Blaye et Pugnac ;
- le ruisseau de Pénau également entre Saint-Vivien-de-Blaye et Pugnac ;
- le Bourdillot à Pugnac, dans sa partie terminale.

## Géographie
Le Bourdillot (ou le ruisseau de Grillet) prend sa source dans le département de la Gironde, à 70 mètres d'altitude, sur la commune de Berson, au lieu-dit les Pierrières.
Arrivé à moins de 100 mètres du Moron, il oblique vers le sud et le rejoint en rive droite, près d'un kilomètre plus loin, sur la commune de Pugnac, au sud-est du lieu-dit Conil.